# Alpe di Neggia
L'Alpe di Neggia ad un'altitudine di 1.395 m s.l.m., è un passo di montagna situato ai piedi del Monte Gambarogno raggiungibile in automobile.

## Descrizione
Collega Vira Gambarogno a Maccagno (Italia) passando per il paesino Indemini, che si trova ancora in Svizzera ma orograficamente già sul versante della Val Veddasca, nella sua piccola Val Giona. L'Alpe di Neggia inoltre funge d'inverno come sciovia con due impianti di risalita in funzione. Presso l'Alpe di Neggia si può trovare ristoro.